# Astra Vagoane Arad
Astra Vagoane Arad este cel mai mare producător de vagoane de marfă din România.
Este și cel mai mare producător de vagoane de marfă și boghiuri din Europa.
Compania a fost fondată în anul 1891 sub denumirea de Fabrica de Vagoane și Motoare „Johann Weitzer”.
Principalul obiect de activitate al societății îl constituie proiectarea, producerea și comercializarea de material rulant, ce constă în special din vagoane de marfă, vagoane de metrou, utilaje specifice transportului, componente și piese de schimb.
În martie 1999, compania americană Trinity Industries a cumpărat 70% din Astra Vagoane Arad, pentru suma de 50 milioane dolari și s-a angajat la investiții de încă 50 milioane dolari.
Ulterior, americanii au mai investit 50 milioane dolari și au ajuns la o participație de 97,9% din companie, ceea ce a dus totalul investițiilor americane la fabrica de vagoane arădeană la 150 milioane dolari (circa 120 milioane euro).
În anul 2006, grupul Trinity Industries a decis să vândă divizia europeană a grupului, inclusiv Astra Vagoane Arad, pentru a-și concentra activitățile în America de Nord.
Cumpărătorul este
International Railway Systems, cu sediul central la Luxemburg, care este cel mai mare producător de vagoane din Europa și un producător de top în industria feroviară a vagoanelor pe boghiu și forjă.
Grupul IRS este deținut de omul de afaceri Cristian Burci.
Tranzacția dintre Trinity și IRS a inclus opt companii, din care trei firme românești, dintre care cea mai mare era Astra Vagoane Arad, o fabrică din Cehia, două din Slovacia, una din Elveția și una din Marea Britanie.
Din fabrica de vagoane Astra Arad s-a desprins la un moment dat și compania Astra Bus.
Număr de angajați în 2009: 2.131
Rezultate financiare (milioane euro):
| Anul             | 2008  | 2007 | 2005 | 2004  |
| ---------------- | ----- | ---- | ---- | ----- |
| Cifra de afaceri | 161,5 | 114  | 90,6 | 100,9 |
| Profit net       | 3,4   | -    | 0,3  | 1,6   |

## Istoric
Precursoare a firmei Astra Vagoane a fost Fabrica de Mașini, Vagoane și Turnătorie de Fier a societății pe acțiuni „Johann Weitzer” din Arad, înființată în anul 1891, prima fabrică de locomotive cu abur, pentru ecartament normal, din Transilvania.
În anul 1896, aici s-a produs prima locomotivă cu abur „seria 377”, după proiectul seriei MAV – 377 al fabricii de locomotive din Budapesta, destinată trenurilor de călători și marfă pe linii secundare.
Între anii 1896 și 1922, la Arad, s-au construit 125 de locomotive, din care astăzi nu se mai păstrează nici un exemplar, toate fiind casate în perioada interbelică.
Din anul 1920, fabrica s-a profilat numai pe construcția de vagoane, în 1921 preluând bunurile producătorului de automobile „Marta” din Arad, noua companie primind numele de Uzina de Vagoane Astra Arad.
Ulterior, cea mai mare uzină din Arad și, în același timp, cel mai important producător de material rulant din țară, a purtat mai multe nume, după Revoluția din decembrie '89, ea revenind la vechea denumire.
În anul 1989 Astra Arad avea peste 16.000 de salariați.
În vederea privatizării și pentru atragerea investitorilor străini, în septembrie 1998 societatea a fost divizată.
Divizarea s-a făcut prin desprinderea din SC Astra Vagoane Arad SA, a patrimoniului aferent unei noi societăți înființate, sub numele de SC Astra Vagoane Călători SA.
Divizia producătoare de vagoane marfă a rămas să funcționeze sub denumirea de Astra Vagoane Arad SA, societatea fiind cumpărată în anul 1999 de către producătorul american de material rulant Trinity Industries Inc.